# Euscelis alsia
Euscelis alsia är en insektsart som beskrevs av Ribaut 1952. Euscelis alsia ingår i släktet Euscelis och familjen dvärgstritar. Inga underarter finns listade i Catalogue of Life.